# Михнюк, Сергей Александрович
Сергей Александрович Михнюк (28 сентября 1983) — белорусский футболист, защитник и полузащитник.

## Биография
Воспитанник СДЮШОР № 1 города Берёза. В молодом возрасте перешёл в минское «Динамо» и провёл два сезона в его дубле, сыграв 31 матч. В 2003 году дебютировал в профессиональном футболе, выступая в первой лиге за «Гранит» (Микашевичи).
В 2004 году выступал в высшей лиге Беларуси за аутсайдера турнира «Локомотив» (Витебск). В 2005 году перешёл в другой клуб элитного дивизиона — минский «МТЗ-РИПО», где провёл три сезона. Бронзовый призёр чемпионата страны 2005 года, обладатель Кубка Беларуси 2004/05. В 2006 году сыграл лишь два матча, в 2007 году был травмирован и ни разу не вышел на поле.
В 2008 году играл во второй лиге за «Берёзу», затем провёл три сезона в первой лиге за минский «СКВИЧ». Серебряный призёр первой лиги 2010 года. После очередного перерыва вернулся в профессиональный футбол в 2015 году, сыграв один матч во второй лиге за «Колос-Дружбу» (Городище).
Всего в высшей лиге Беларуси сыграл 50 матчей.
Выступал за юниорскую и молодёжную сборную Беларуси.
Также играл в любительских соревнованиях по футболу и мини-футболу.

## Достижения
- Обладатель Кубка Беларуси: 2004/05
- Бронзовый призёр чемпионата Беларуси: 2005
- Серебряный призёр первой лиги Беларуси: 2010